# Johannes Gorantla
Johannes Gorantla OCD (ur. 27 lutego 1974 w Nawabu Peta) – indyjski duchowny katolicki, biskup Kurnool od 2024.

## Życiorys

### Prezbiterat
Święcenia kapłańskie otrzymał 10 stycznia 2002 w zakonie karmelitów bosych. Był m.in. przełożonym prowincji zakonnej (z siedzibą w Andhra Pradesh), sekretarzem krajowej rady międzyprowincjalnej, proboszczem zakonnej parafii w Nacharam, definitorem generalnym zgromadzenia oraz rektorem Seminarium Missionum przy rzymskim Teresianum.

### Episkopat
27 lutego 2024 papież Franciszek mianował go biskupem Kurnool. Sakry udzielił mu 24 kwietnia 2024 kardynał Anthony Poola.